# Dongbaoxing Lu
Dongbaoxing Lu (chiń. 东宝兴路站) – stacja początkowa metra w Szanghaju, na linii 3. Zlokalizowana jest pomiędzy stacjami Hongkou Zuqiuchang i Baoshan Lu. Została otwarta 26 grudnia 2000.